# 侯塞因·苏莱曼尼
侯赛因·奥马尔·阿卜杜勒·加尼·苏莱曼尼（阿拉伯语：حسين عمر عبد الغني السليماني，1977年1月21日—）是一名沙特阿拉伯足球后卫。现效力于沙特阿拉伯的阿尔纳斯尔俱乐部。

## 俱乐部生涯
苏莱曼尼在沙特阿拉伯的阿尔阿赫利俱乐部开始自己的职业生涯，1992年加入俱乐部青年队，1995年升至一线队。苏莱曼尼为阿尔阿赫利俱乐部效力长达13年之久，期间代表球队赢得3个沙特联合杯、3个沙特王子杯和一个法赫德国王锦标赛冠军。2008年，苏莱曼尼离开沙特阿拉伯，转会至瑞士的纳沙泰尔俱乐部，成为第一个加盟瑞士足球超级联赛球队的沙特阿拉伯球员，也是继萨米·贾贝尔和法赫德·加舍扬后第三个加盟欧洲球队的沙特阿拉伯球员。但在那里他只出场13次，没有进球。一年后的2009年，苏莱曼尼返回沙特加盟阿尔纳斯尔俱乐部，并在2014年赢得了自己职业生涯的第一个联赛冠军。

## 国家队生涯
苏莱曼尼在1996年9月19日与赞比亚的友谊赛中首次代表沙特阿拉伯出场，首个进球则是在1999年6月22日2-1战胜约旦的友谊赛中打进的。苏莱曼尼曾代表沙特阿拉伯夺得过1996年亚洲杯的冠军，并参加了1998年、2002年和2006年的3届世界杯。由于沙特阿拉伯在2010年世界杯预选赛亚洲区附加赛中因客场进球数少被巴林淘汰，苏莱曼尼宣布退出国家队。他代表国家队共出战132场，并打进5球。

## 国家队数据

### 国际赛事出场
| 球隊       | 年份 | 出場 | 進球 |
| ---------- | ---- | ---- | ---- |
| 沙特阿拉伯 | 1996 | 18   | 0    |
| 沙特阿拉伯 | 1997 | 21   | 0    |
| 沙特阿拉伯 | 1998 | 22   | 0    |
| 沙特阿拉伯 | 1999 | 14   | 2    |
| 沙特阿拉伯 | 2000 | 0    | 0    |
| 沙特阿拉伯 | 2001 | 17   | 2    |
| 沙特阿拉伯 | 2002 | 5    | 0    |
| 沙特阿拉伯 | 2003 | 0    | 0    |
| 沙特阿拉伯 | 2004 | 4    | 1    |
| 沙特阿拉伯 | 2005 | 4    | 0    |
| 沙特阿拉伯 | 2006 | 14   | 0    |
| 沙特阿拉伯 | 2007 | 3    | 0    |
| 沙特阿拉伯 | 2008 | 2    | 0    |
| 沙特阿拉伯 | 2009 | 8    | 0    |
| 總計       | 總計 | 132  | 5    |

### 国际赛事进球
| # | 日期           | 比赛地点           | 比赛对手   | 进球  | 结果 | 比赛性质           |
| - | -------------- | ------------------ | ---------- | ----- | ---- | ------------------ |
| 1 | 1999年6月22日  | 沙特阿拉伯，艾卜哈 | 约旦       | 2 - 1 | 赢   | 友谊赛             |
| 2 | 1999年6月22日  | 美国，富勒顿       | 加拿大     | 2 - 0 | 赢   | 友谊赛             |
| 3 | 2001年2月8日   | 沙特阿拉伯，达曼   | 蒙古国     | 6 - 0 | 赢   | 2002年世界杯预选赛 |
| 4 | 2001年2月8日   | 沙特阿拉伯，达曼   | 蒙古国     | 6 - 0 | 赢   | 2002年世界杯预选赛 |
| 5 | 2004年10月14日 | 印度尼西亚, 雅加达 | 印度尼西亞 | 3 - 1 | 赢   | 2006年世界杯预选赛 |

## 荣誉

### 阿尔阿赫利
- 沙特联合杯（英语：Saudi Federation cup）：2001、2002和2007
- 沙特王子杯（英语：Crown Prince Cup）：1998、2002和2007
- 法赫德国王锦标赛：2002
- 海灣聯賽冠軍盃：2002

### 阿尔纳斯尔
- 沙特王子杯（英语：Crown Prince Cup）：2014
- 沙特职业足球联赛：2014

### 国家队
- 亚洲杯：1996
- 阿拉伯國家盃：1998